# ماتي تمبلتون
ماتي تمبلتون (بالإنجليزية: Matty Templeton)‏ هو لاعب كرة قدم بريطاني في مركز الدفاع، ولد في 28 أكتوبر 1996 في وركشوب ‏ في المملكة المتحدة. لعب مع نادي بارنسلي.

## وصلات خارجية
- ماتي تمبلتون على موقع قاعدة بيانات كرة القدم.إي يو (الإنجليزية)
- ماتي تمبلتون على موقع Soccerbase.com (لاعب) (الإنجليزية)
- ماتي تمبلتون على موقع Soccerway.com (الإنجليزية)